# 小行星12755
小行星12755（12755 Balmer）是一颗绕太阳运转的小行星，为主小行星带小行星。该小行星于1993年7月20日发现。

## 轨道参数
小行星12755的轨道半长轴为2.7242841 UA，离心率为0.022。